# Paratanytarsus paludum
Paratanytarsus paludum är en tvåvingeart som först beskrevs av Maurice Emile Marie Goetghebuer 1939.  Paratanytarsus paludum ingår i släktet Paratanytarsus och familjen fjädermyggor.
Artens utbredningsområde är Belgien. Inga underarter finns listade i Catalogue of Life.